# The Deerslayer
The Deerslayer (bra: Caçador da Fronteira) é um filme de faroeste estadunidense dirigido por Kurt Neumann e estrelado por Lex Barker, Rita Moreno, Forrest Tucker, Cathy O'Donnell, Jay C. Flippen e Carlos Rivas. Foi lançado em 10 de setembro de 1957 pela 20th Century Fox.

## Elenco
- Lex Barker como Deerslayer
- Rita Moreno como Hetty Hutter
- Forrest Tucker como Harry March
- Cathy O'Donnell como Judith Hutter
- Jay C. Flippen como Velho Tom Hutter
- Carlos Rivas como Chingachgook
- Joseph Vitale como chefe Huron
- John Halloran como Velho Warrior

## Produção
Partes do filme foram filmadas em Bass Lake, nas montanhas de Sierra Nevada, no norte da Califórnia.